# Higuera la Real
Higuera la Real település Spanyolországban, Badajoz tartományban. Higuera la Real Cumbres Mayores, Cumbres de Enmedio, Cumbres de San Bartolomé, Encinasola, Jerez de los Caballeros és Fregenal de la Sierra községekkel határos. Lakosainak száma 2202 fő (2024).

## Népesség
A település népessége az utóbbi években az alábbiak szerint változott:
| Lakosok száma | 2547 | 2507 | 2514 | 2474 | 2464 | 2401 | 2327 | 2253 | 2202 | 2202 |
|               | 2001 | 2004 | 2006 | 2009 | 2011 | 2014 | 2016 | 2019 | 2021 | 2024 |